# Afric Simone
Henrique Joaquim Simone (Inhambane, 10 de octubre de 1939), conocido como Afric Simone, es un cantante y músico mozambiqueño. Fue uno de los artistas africanos más conocidos en Europa durante los años 1970 y comienzos de 1980. Mientras estuvo en Mozambique, actuó bajo el nombre artístico Kid Kid. 
Entre 1965 y 1971, Simone lanzó - bajo el nombre artístico Monsieur Afrique 5 sencillos: Black Dynamite en 1965 en Ariola Records, El Matador en 1969 en Teldec, en 1970 Washboard man en Polydor Records e Ich bin der grösste Lacher en Telefunken, y Feuer Feuer Feuer en 1971 en Hansa Records.
Barracuda, su sencillo bajo el nombre artístico Simón el africano, fue lanzado en Sudamérica en 1972. Cuando Simone llegó por primera vez a Europa, se instaló primero en Londres, Reino Unido, para luego seguir triunfando en países como Francia, donde compartió los escenarios con el cantante Eddie Barclay.
En 1974 se reeditó el mismo sencillo en Europa bajo el nombre artístico Afric Simone.
En 1975, el sello discográfico Barclay Records lanzó el sencillo Ramaya. La canción se convirtió en un éxito de verano  y entró en el top 10 en muchos países europeos. En Francia, Ramaya vendió más de 300.000 copias y Afric Simone recibió un disco de oro.
En Colombia, Afric Simone se presentó con su sencillo Hafanana en el programa El Show de las Estrellas de Jorge Barón Televisión, que se difundió entre 1975 a 1980. También ha conducido otros programas de televisión conocidos como TV Show, en países como Alemania, Italia y Lituania.
En julio de 1977, Afric Simone interpretó la canción Hafanana en el programa de televisión "Ein Kessel Buntes" en Berlín Este, en la 
República Democrática Alemana. Este programa de televisión fue transmitido en todos los países de Europa del Este. Así, Hafanana es la canción más popular de Afric Simone en los países de la ex Unión Soviética.
En 1979, Afric Simone actuó en la televisión de Praga, entonces capital de Checoslovaquia, junto con artistas  como Karel Gott y Helena Vondráčková.
Desde 1978, Afric Simone vive en Berlín Occidental, Alemania. Todavía actúa en Europa del Este y Asia. La tercera esposa  de Afric Simone, Ludmila, es de etnia rusa.

## Discografía

### Singles
- 1975 - Ramaya/Piranha (Barclay, BRCNP 40066)
- 1976 - Hafanana/Sahara (Barclay, BRCNP 40072)
- 1977 - Maria Madalena/Aloha (Barclay)
- 1977 - Playa Blanca/Que Pasa Mombasa Musart, MI 30387
- 1978 - Playa blanca/Marabu (Barclay)
- 1980 - China girl/Salomé (Barclay)

### Álbumes
- 1975 - Golden Banana Sound (Orbe,OBS -E- 25016)
- 1976 - Ramaya (Barclay, 70024)
- 1977 - Afric Simone (Barclay)
- 1978 - Afric Simone 2 (Barclay)

### CD
- 1989 - Best of Afric Simone (re-edition 2002 with bonus tracks)